# 레소토 국가 올림픽 위원회
레소토 국가 올림픽 위원회(영어: Lesotho National Olympic Committee)는 레소토를 대표하는 국가 올림픽 위원회이다. IOC 코드는 LES이다. 본부는 마세루에 있으며 아프리카 국가 올림픽 위원회 연합에 소속되어 있다.
1971년에 설립되었으며 1972년에 국제 올림픽 위원회의 승인을 받았다. 올림픽, 올아프리카 게임, 코먼웰스 게임을 비롯한 국제 스포츠 대회에 참가하는 레소토의 선수들을 대표한다.

## 같이 보기
- 올림픽 레소토 선수단